# Rymanów (gemeente)
De gemeente Rymanów is een stad- en landgemeente in het Poolse woiwodschap Subkarpaten, in powiat Krośnieński.
De zetel van de gemeente is in Rymanów.
Op 30 juni 2004 telde de gemeente 15 510 inwoners.

## Oppervlakte gegevens
In 2002 bedroeg de totale oppervlakte van gemeente Rymanów 165,79 km², waarvan:
- agrarisch gebied: 54%
- bossen: 34%

De gemeente beslaat 17,95% van de totale oppervlakte van de powiat.

## Demografie
Stand op 30 juni 2004:
| Omschrijving                   | Totaal | Totaal | Vrouwen | Vrouwen | Mannen | Mannen |
| ------------------------------ | ------ | ------ | ------- | ------- | ------ | ------ |
| eenheid                        | aantal | %      | aantal  | %       | aantal | %      |
| inwoners                       | 15 510 | 100    | 7919    | 51,1    | 7591   | 48,9   |
| bevolkingsdichtheid (inw./km²) | 93,6   | 93,6   | 47,8    | 47,8    | 45,8   | 45,8   |

In 2002 bedroeg het gemiddelde inkomen per inwoner 1358,65 zł.

## Plaatsen
Bałucianka, Bzianka, Głębokie, Klimkówka, Królik Polski, Ladzin,
Łazy, Milcza, Pastwiska (wieś niesołecka), Posada Górna, Puławy, Rudawka Rymanowska (nie stanowi odrębnego sołectwa), Rymanów, Rymanów-Zdrój, Sieniawa, Wisłoczek, Wróblik Królewski, Wróblik Szlachecki, Zmysłówka.

## Aangrenzende gemeenten
Besko, Bukowsko, Dukla, Haczów, Iwonicz-Zdrój, Komańcza, Miejsce Piastowe, Zarszyn